# ...hanno cambiato faccia
...hanno cambiato faccia è un film del 1971 scritto e diretto da Corrado Farina.
Il film è una trasposizione satirica del mito di Dracula ambientata nella società contemporanea: il moderno vampiro è un ricco ingegnere che succhia la linfa vitale dalle sue vittime con le armi del consumismo, del lavoro, della religione, dell'intrattenimento, della pubblicità.

## Trama
Alberto Valle è un impiegato di un'importante azienda, la Auto Avio Motor. Viene convocato dal presidente dell'azienda che gli comunica l'invito del proprietario, Giovanni Nosferatu, a recarsi presso la sua villa. Nel paesino in cui si trova la magione di Nosferatu, Valle incontra Laura, una ragazza dai costumi sessuali molto liberi, che lo accompagna fino alla villa di Nosferatu, raccontandogli dei suoi progetti di una vita dedita ai viaggi e a nuove esperienze. Giunti alla villa, Laura decide di restare nell'automobile di Alberto, mentre quest'ultimo si reca all'incontro col magnate.
L'atmosfera sinistra del villaggio diventa ancora più opprimente nella proprietà di Nosferatu. Alberto viene immediatamente scortato lungo il viale d'ingresso da due Fiat Cinquecento bianche, guidate da uomini che non rispondono alle sue domande. Giunto all'ingresso, fa la conoscenza di Corinna, segretaria del signor Nosferatu. Presto tra i due nasce un rapporto d'amore, ma ben presto Alberto si accorge che nella villa accadono cose strane. Dopo aver parlato con Nosferatu, che gli propone di diventare nuovo presidente della compagnia, scopre, infatti, che nella casa vi è un nido d'infanzia in cui sono ospitati i figli dei dipendenti dell'Auto Avio Motor e legge, inoltre, le pagine di un registro, nel quale sono schedati tutti i dipendenti sin dalla nascita. Anche lui è in quel registro: accanto alle sue foto da neonato vi è un'annotazione: "Alberto Valle, presidente A.A.M.". Altre stranezze attirano la sua attenzione. La scoperta di quello che lui crede essere un cadavere nel bosco della tenuta di Nosferatu; una cripta in cui è presente una nicchia che porta il nome di "Giovanni Nosferatu", la cui data di nascita è il 1801 e la cui data di morte è assente; la scoperta che gli abitanti del villaggio sono terrorizzati a sentire il nome di Nosferatu. Nel frattempo Laura, che si era addormentata nell'automobile di Alberto, viene rapita da alcuni uomini del proprietario. Quest'ultimo la fa portare in casa e la vampirizza, all'insaputa di Valle. Quest'ultimo, uscito in seguito dalla villa, scopre che la ragazza è scomparsa e che nell'auto è rimasto solo un ciondolo.

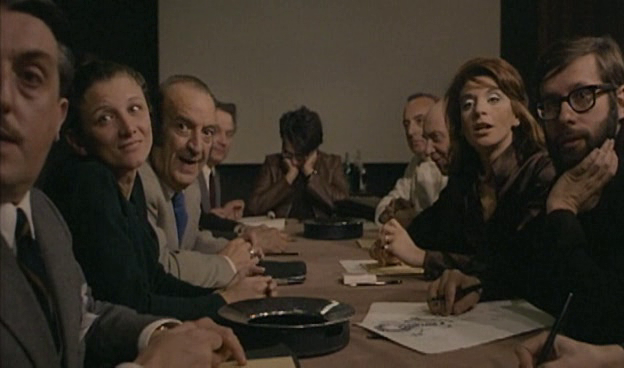
La casta del potere.

Ben presto Valle scopre che il suo datore di lavoro è un uomo senza scrupoli, che ha un potere totale sui suoi dipendenti, che riceve personalità importanti, compresi alti prelati con le quali escogita i modi per vendere prodotti spesso dannosi per la salute pubblica. L'impiegato decide di scappare, ma viene bloccato dagli uomini nelle 500. Tornato in casa, spara a Nosferatu, dopo aver capito che egli rappresenta un nuovo volto del potere, il volto del consumismo, e che esso ha semplicemente "cambiato faccia", ma in sostanza resta lo stesso. Alberto riesce a fuggire e ritrova Laura, completamente cambiata nel suo aspetto esteriore. Non è più vestita come una ragazza di facili costumi, ma come una segretaria d'azienda. Gli comunica, infatti, di essere stata assunta da un'importante ditta e di aver rinunciato ai suoi sogni di libertà, dopodiché si allontana nella nebbia.
Alberto rimonta in macchina e Corinna, che aveva assistito alla scena, gli apre il cancello. I due si dirigono a bordo dell'auto all'ingresso della villa, scortati dalle 500. Sulle scale ritrovano Giovanni Nosferatu, vivo e vegeto. Il film termina e sullo schermo appare una frase di Herbert Marcuse: «Il terrore, oggi, si chiama tecnologia».

## Produzione
L'inizio del film venne girato a Torino. Il moderno e vertiginoso quartier generale della Auto Avio Motor, che appare durante i titoli di testa, è in realtà il sinistro Palazzo Rai, da pochi anni realizzato di fronte alla stazione di Porta Susa.

## Accoglienza e critica

Corrado Farina in una scena del film ...hanno cambiato faccia

(Fantafilm)

## Riconoscimenti
- 1971 – Festival del cinema di Locarno
  - Pardo d'Oro all'opera prima